# Didymanthus
Didymanthus là chi thực vật có hoa trong họ Amaranthaceae.